# Фёдорова, Нина Всеволодовна
Нина Всеволодовна Фёдорова (род. 9 апреля 1942, Кливленд, США) — американская учёная-биолог русского происхождения, физиолог растений, генетик, молекулярный биолог, биотехнолог. Профессор Университета штата Пенсильвания, член НАН США. Удостоена Национальной научной медали (2006). Занимала пост советника по научным вопросам государственного секретаря США.

## Биография

### Происхождение
Родилась в Кливленде, штат Огайо. Мать — Ольга Снегирёва, переводчица. Отец — Всеволод Фёдоров, инженер. Её предки оказались в США после Октябрьской революции: дед по материнской линии работал в русской миссии в США и не стал возвращаться на родину, а дед по отцовской был российским консулом в Японии. Всеволод Фёдоров после революции пересёк Сибирь и с помощью своего отца был отправлен в Америку, где впоследствии и получил образование. Остальные родственники прибыли в США позже.
Нина Фёдорова росла, по её словам, в русской интеллигентной семье и по желанию родителей в детстве выучила русский язык.

### Образование и карьера
В 1966 году по специальности «биология и химия» окончила Сиракузский университет, получив диплом с отличием.
В 1972 году получила докторскую степень в области молекулярной биологии в Университете Рокфеллера.
После завершения обучения в Университете Рокфеллера, Нина Фёдорова работала в Калифорнийском университете в Лос-Анджелесе, а затем — с 1978 года — в Научно-исследовательском институте Карнеги в Балтиморе. Также 1978 году Фёдорова участвовала в работе биологического факультетат Университета Джонса Хопкинса.
В 1995 году Фёдорова занимает пост профессора естественных наук в государственном университете Пенсильвании, а также участвует в создании Института естественных наук Хака (Huck Institutes of the Life Sciences).
В 2013 году Фёдорова становится приглашённым профессором Научно-технологического университета имени короля Абдаллы (Саудовская Аравия) и сотрудником Института Санта-Фе.

## Научная деятельность
Основные научные интересы Нины Фёдоровой:
- ответ растений на стресс,
- гормональная регуляция,
- мобильные генетические элементы,
- эпигенетические механизмы,
- исследование ядерной РНК.

### Список работ
Книги:
1992 — The dynamic genome : Barbara McClintock’s ideas in the Century of Genetics.
1996 — Two women geneticists.
2004 — Mendel in the Kitchen: A Scientist’s View of Genetically Modified Foods.
2013 — Plant Transposons and Genome Dynamics in Evolution.
Эссе:
2014 — Battle lines: will agriculture be a victim of its own success?.

### Награды
- 1989—1999 — NIH Merit Award, 10-летний исследовательский грант.
- 1990 — премия Хауэрда Тейлора Риккетса Чикагского университета.
- 1992 — награда «Современная женщина-учёный».
- 1997 — медаль имени Джона Макговерна.
- 2003 — медаль «Пионер-исследователь» Сирказуского университета.
- 2006 — Национальная научная медаль.
- 2013 год — Медаль Невады.

## Общественная деятельность
Нина Фёдорова в разные годы занимала различные посты в Национальной академии наук США, Совета директоров Генетического общества Америки, Американской ассоциации развития науки, Совета попечителей BIOSIS и Национального научного совета, который курирует Национальный научный фонд, Европейской академии наук и Американской академии микробиологии. В настоящее время является членом Научного руководящего комитета Института Санта-Фе и Совета директоров Sigma-Aldrich Chemical Company. Также входила в состав совета Международного научного фонда и Международного научно-консультативного совета Института молекулярной биологии им. В. А. Энгельгардта (Москва).
С 2007 по 2010 год Фёдорова работала советником по науке и технологиям при государственном секретаре США, сначала под руководством госсекретаря Кондолизы Райс, а позднее — госсекретаря Хиллари Клинтон.
Подписала манифест учёных «Предупреждение человечеству».

## Личная жизнь
Воспитала троих детей, будучи матерью-одиночкой. Семеро внуков (2015).